# مونت ساينت هيلاري (كيبك)
مونت ساينت هيلاري (بالإنجليزية: Mont-Saint-Hilaire, Quebec)‏ هي بلدية محلية في كيبيك تقع في كندا في La Vallée-du-Richelieu Regional County Municipality. يقدر عدد سكانها بـ 18,200 نسمة ومساحتها 45.50 كم2 .